# Armata de Dunăre rusă (1916)
Armata de Dunăre a fost o mare unitate rusă de nivel operativ care s-a constituit la17/30 octombrie 1916, incluzând unitățile ruse ale fostei Armate de Dobrogea și unitățile ruse care acționau pe malul stâng al Dunării, în secțiunea sud-estică a Frontului Român. Marea unitate seafla în subordinea directă a Marelui Cartier General, fiind comandată de generalul Vladimir Saharov. Armata de Dunăre a participat la acțiunile militare pe frontul român, în perioada 17/30 octombrie 1916 - 23 decembrie 1916/5 ianuarie 1917, ulterior fiind desființată. :p. 183

## Participarea la operații

### Campania anului 1916
După căderea liniei ferate Cernavodă-Constanța sub ocupația forțelor centrale, frontul din Dobrogea s-a stabilizat pe aliniamentul Dăeni-Babadag. 
L La 16/29 octombrie, comandantul Armatei de Dobrogea, generalul Andrei Zaioncikovski, a fost înlocuit în funcție cu generalul rus Vladimir Victorovici Zaharov. Totodată, generalul Zaharov a preluat și comanda forțelor aflate pe malul stâng al Dunării, cu misiunea de acoperire a fluviului, dispuse pe aliniamentul Călărași-Dăeni, toate aceste mari unități fiind reunite în Armata de Dunăre. Prin ordinul de zi nr. 1 din 17/30 octombrie, generalul Zaharov preciza că misiunea acestei noi armate era să elibereze întreg teritoriul invadat de inamic.:p. 378
La rându său, consemnând constituirea noii formațiuni militare, șeful Misiunii Militare Franceze în România, generalul Henri Berthelot, nota la 18/31 octombrie 1916: „Armata rusă din Do brogea, care continuă să se retragă, se află pe frontul Babadag, Topolog, Ostrov. Este oare hotărât noul șef să-l apere?”:p. 30

## Comandanți
- General Vladimir Saharov